# Јоан Гуркуф
Јоан Мигел Гуркуф (фр. Yoann Miguel Gourcuff; Племер, 11. јул 1986) је француски фудбалер који тренутно игра за Дижон.

## Каријера
Каријеру је започео у млађим категоријама Рена. Прву професионалну сезону је одиграо у сезони 2003/2004, када је одиграо 9 утакмица и постигао 6 голова. Са селекцијом Француске је освојио Европско првенство за играче до 19 година.
На крају сезоне 2005/2006 је био на мети великих европских клубова као што су Ајакс, Валенсија и Арсенал. Ипак се опредељује за ФК Милан и прелази у исти.
У Милану се задржао две сезоне са не баш запаженим учинком. Био је члан тима Милана који је освојио Лигу шампиона у сезони 2006/07.. Одиграо је 51 утакмицу и постигао 3 гола. Након тога га Милан шаље на позајмицу у француски Бордо, са опцијом да га након те сезоне откупе. У Бордоу је имао фантастичну сезону 2008/2009, био је део екипе која је те сезоне освојила француски лига куп и француско првенство. па га је Бордо откупио од Милана за 13,5 милиона €.
Гуркуф се у Бордоу задржао такође две сезоне и на почетку сезоне 2010/2011. прелази у Олимпик Лион за суму од 22 милиона €.Помогао је Лиону да у сезони 2011/12 освоји Куп Француске.